# Qızıl Kəngərli
Qızıl Kəngərli est un village situé dans le raion d'Agdam en Azerbaïdjan. 

## Géographie
Le village est situé dans l'ouest de l'Azerbaïdjan, à 13 km au nord d'Agdam.

## Histoire
Le 26 juillet 1993, le village est occupé par les forces arméniennes. Il devient alors, sous le nom de Nor Maragha (en arménien : Նոր Մարաղա, signifiant « nouveau Maragha »), une communauté rurale de la région de Martakert, dans la république du Haut-Karabagh. La population est composée des réfugiés de Maragha, lieu du massacre du même nom par les Forces armées azerbaïdjanaises en 1992. 
Le 19 novembre 2020, après la fin de la deuxième guerre du Haut-Karabagh, les habitants arméniens quittent le village. Le lendemain, conformément à l'accord de cessez-le-feu mettant fin au conflit, le raion d'Agdam, auquel appartient le village, est restitué à l'Azerbaïdjan.

## Démographie
La population s'élevait à 349 habitants en 2005 et à 529 en 2015.